# Alejandro Fernández Almendras
Pour les articles homonymes, voir Almendras.
Alejandro Fernández Almendras est un réalisateur, scénariste et monteur chilien, né le 25 novembre 1971 à Chillán.

## Filmographie partielle

### Comme réalisateur et scénariste
- 2007 : Lo que trae la lluvia
- 2009 : Huacho
- 2011 : Sentados frente al fuego
- 2014 : Tuer un homme (Matar a un hombre)
- 2016 : Tout va bien (Aquí no ha pasado nada)

### Comme monteur
- 2011 : Sentados frente al fuego
- 2014 : Tuer un homme (Matar a un hombre)